# カシギアングイト
カシギアングイト（グリーンランド語: Qasigiannguit、デンマーク名はクリスチャンスホーブ (Christianshåb)）は、グリーンランド西部のケケタリク自治体にある町。ディスコ湾の南東に位置する。人口は1,253人（2010年時点）で、グリーンランドで12番目に大きい町となっている。エビやオヒョウ漁が基幹産業である。

## 歴史
カシギアングイトの町は1734年に建設された。同年7月25日に宣教師ポール・エゲデがクリスチャンスホーブ植民地に建てた家がグリーンランド最古の木造住宅とされる。強風のため1806年に現在の場所に移築され、1997年に博物館に改装された。1999年夏には先史時代の考古学的史料が博物館に寄贈された。2018年1月1日、行政区画の改編により旧カースートスップ自治体からケケタリク自治体へ管轄が移行。

## 交通

### 航空
冬季にはエア・グリーンランドがイルリサット、ケケルタルスアーク、アシアートの各ヘリポートとの間に便を飛ばす。

### 船舶
ディスコ湾が航行可能になる夏季、秋季にはディスコラインが湾内の各村落を巡航している。カシギアングイトとイルリサート、アシアート、イカミュート、アクナーク、ケケルタルスアークをむすぶフェリーもある。

## 人口
2010年の人口は1,253人で、ケケタリク自治体の町としては4番目に大きい。しかし、1990年と比べると22%、2000年から11%近く減少した。